# Guilestes acares
Guilestes acares és una espècie de mamífer mesonic extint de la família dels mesoníquids. Se n'han trobat restes fòssils a Àsia. Visqué durant l'Eocè en allò que avui en dia és la Xina.